# Vaudeville-le-Haut
 Vaudeville-le-Haut  es una población y comuna francesa, en la región de Lorena, departamento de Mosa, en el distrito de Commercy y cantón de Gondrecourt-le-Château.

## Demografía
| 57 | 64 | 53 | 52 | 52 | 54 |
| Para los censos de 1962 a 1999 la población legal corresponde a la población sin duplicidades (Fuente: INSEE [Consultar]) |    |    |    |    |    |